# Lekkoatletyka na Letnich Igrzyskach Olimpijskich 1964 – trójskok mężczyzn
Trójskok mężczyzn podczas XVIII Letnich Igrzysk Olimpijskich w Tokio rozegrano 16 października 1964 (kwalifikacje i finał) na Stadionie Olimpijskim w Tokio. Zwycięzcą został Polak Józef Szmidt, który tym samym obronił tytuł mistrzowski zdobyty na igrzyskach olimpijskich w Rzymie. Szmidt ustanowił w finale rekord olimpijski skokiem na odległość 16,85 m.

## Rekordy

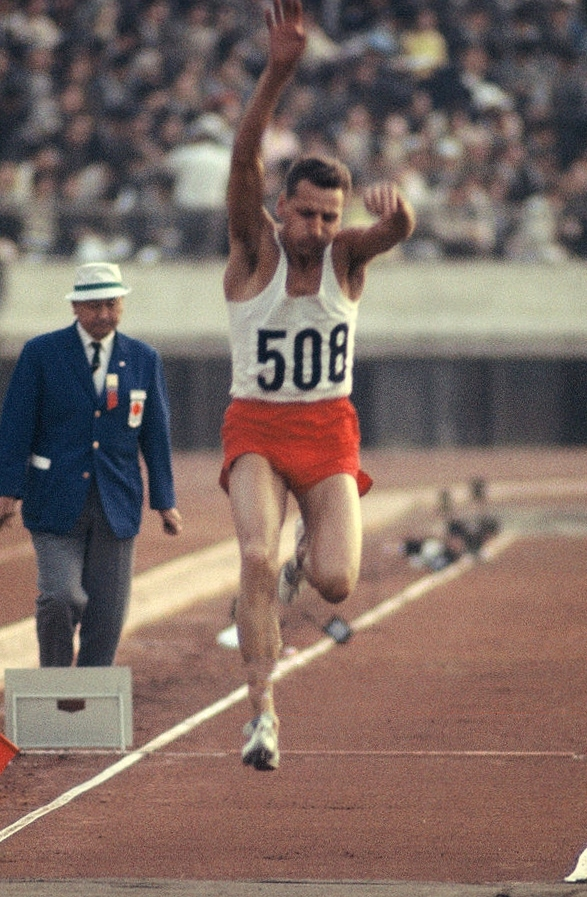
Józef Szmidt

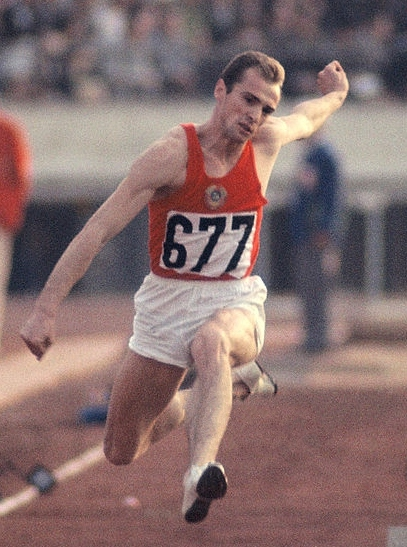
Oleg Fiedosiejew

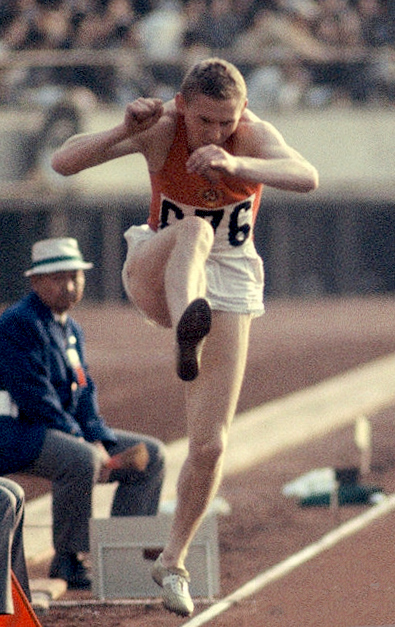
Wiktor Krawczenko

|                   | zawodnik     | narodowość | wynik | data                 | miejsce |
| ----------------- | ------------ | ---------- | ----- | -------------------- | ------- |
| Rekord świata     | Józef Szmidt | Polska     | 17,03 | 5 sierpnia 1960(dts) | Olsztyn |
| Rekord olimpijski | Józef Szmidt | Polska     | 16,81 | 6 września 1960(dts) | Rzym    |

## Wyniki
| Poz. - pozycja |
| – rekord świata \| – rekord krajowy \| – rekord życiowy \| = – wyrównany rekord życiowy \| · – najlepszy wynik w sezonie \| = – wyrównany najlepszy wynik w sezonie \| – rekord olimpijski |
| DNF – nie ukończył \| DNS – nie wystartował \| DSQ – zdyskwalifikowany \| NM – Brak zaliczonej odległości                                                                                  |

### Kwalifikacje
Do finału awansowali zawodnicy, którzy osiągnęli minimum 15,80 m, względnie 12 najlepszych (gdyby mniej niż 12 zawodników osiągnęło minimum).
| Poz. | Zawodnik             | Reprezentacja     | #1    | #2    | #3    | Rezultat | Uwagi |
| ---- | -------------------- | ----------------- | ----- | ----- | ----- | -------- | ----- |
| 1.   | Fred Alsop           | Wielka Brytania   | x     | 15,21 | 16,41 | 16,41    | Q     |
| 2.   | Ira Davis            | Stany Zjednoczone | 16,29 | –     | –     | 16,29    | Q     |
| 3.   | Manfred Hinze        | Niemcy            | 14,10 | 15,47 | 16,23 | 16,23    | Q     |
| 4.   | Georgi Stojkowski    | Bułgaria          | 16,21 | –     | –     | 16,21    | Q =   |
| 5.   | Józef Szmidt         | Polska            | 16,18 | –     | –     | 16,18    | Q     |
| 6.   | Jan Jaskólski        | Polska            | 16,10 | –     | –     | 16,10    | Q     |
| 7.   | Takayuki Okazaki     | Japonia           | 15,76 | 15,47 | 16,05 | 16,05    | Q     |
| 8.   | Hans-Jürgen Rückborn | Niemcy            | 15,88 | –     | –     | 15,88    | Q     |
| 9.   | Oleg Fiedosiejew     | ZSRR              | 15,87 | –     | –     | 15,87    | Q     |
| 10.  | Mansour Dia          | Senegal           | 15,64 | 15,84 | –     | 15,84    | Q     |
| 11.  | Șerban Ciochină      | Rumunia           | 15,81 | –     | –     | 15,81'   | Q     |
| 11.  | Wiktor Krawczenko    | ZSRR              | 15,81 | –     | –     | 15,81'   | Q     |
| 13.  | Bill Sharpe          | Stany Zjednoczone | 15,80 | –     | –     | 15,80    | Q     |
| 14.  | Günter Krivec        | Niemcy            | x     | 15,78 | 15,78 | 15,78    |       |
| 15.  | Ian Tomlinson        | Australia         | 15,09 | 15,76 | 15,34 | 15,76    |       |
| 16.  | Witold Kriejer       | ZSRR              | 15,71 | 15,57 | 15,69 | 15,71    |       |
| 17.  | Koji Sakurai         | Japonia           | 15,42 | 15,59 | 15,45 | 15,59    |       |
| 18.  | Michael Ralph        | Wielka Brytania   | 15,09 | 13,98 | 15,67 | 15,67    |       |
| 19.  | Henrik Kalocsai      | Węgry             | x     | 15,53 | 15,15 | 15,53    |       |
| 20.  | Luis Felipe Areta    | Hiszpania         | 15,41 | x     | x     | 15,41    |       |
| 21.  | Kent Floerke         | Stany Zjednoczone | 15,36 | x     | 15,33 | 15,36    |       |
| 22.  | George Ogan          | Nigeria           | x     | 15,35 | 15,28 | 15,35    |       |
| 23.  | Aşkın Tuna           | Turcja            | 15,08 | 15,21 | x     | 15,21    |       |
| 24.  | Christian Ohiri      | Nigeria           | 14,35 | 15,08 | 15,00 | 15,08    |       |
| 25.  | Éric Battista        | Francja           | 15,04 | x     | x     | 15,04    |       |
| 26.  | Labh Singh           | Indie             | 14,95 | x     | 14,74 | 14,95    |       |
| 27.  | Luben Gurguszinow    | Bułgaria          | 14,75 | x     | x     | 14,75    |       |
| 28.  | Marc Rabémila        | Madagaskar        | 14,15 | 14,62 | 13,92 | 14,62    |       |
| 29.  | Hartley Saunders     | Bahamy            | 14,59 | 13,75 | 14,58 | 14,59    |       |
| 30.  | Hwang Jeong-dae      | Korea Południowa  | x     | x     | 13,98 | 13,98    |       |
| 31.  | Samir Vincent        | Irak              | x     | x     | 13,85 | 13,85    |       |
| 32.  | Chu Ming             | Hongkong          | 13,50 | 13,25 | x     | 13,50    |       |
| –    | Graham Boase         | Australia         | x     | x     | x     | NM       |       |
| –    | Tomio Ota            | Japonia           | x     | x     | x     | NM       |       |

### Finał
| Poz. | Zawodnik             | Reprezentacja     | Próby  | Próby | Próby | Próby | Próby | Próby | Wynik | Uwagi |
| Poz. | Zawodnik             | Reprezentacja     | 1      | 2     | 3     | 4     | 5     | 6     | Wynik | Uwagi |
| ---- | -------------------- | ----------------- | ------ | ----- | ----- | ----- | ----- | ----- | ----- | ----- |
| 1.   | Józef Szmidt         | Polska            | 16,37  | 16,65 | 16,58 | x     | 14,55 | 16,85 | 16,85 | [ 1 ] |
| 2.   | Oleg Fiedosiejew     | ZSRR              | 15,73  | 15,67 | 16,35 | 16,20 | 16,58 | 16,38 | 16,58 |       |
| 3.   | Wiktor Krawczenko    | ZSRR              | 16,14  | 16,38 | 16,17 | 16,57 | 16,10 | 15,99 | 16,57 |       |
| 4.   | Fred Alsop           | Wielka Brytania   | 16,46  | x     | 16,14 | x     | x     | 16,14 | 16,46 | [ 3 ] |
| 5.   | Șerban Ciochină      | Rumunia           | 15,79  | 16,23 | 15,70 | 16,10 | 15,79 | 15,77 | 16,23 |       |
| 6.   | Manfred Hinze        | Niemcy            | 15,81  | 16,06 | 16,15 | x     | 13,63 | x     | 16,15 |       |
| 7.   | Georgi Stojkowski    | Bułgaria          | 15,30w | 15,96 | 16,10 | –     | –     | –     | 16,10 |       |
| 8.   | Hans-Jürgen Rückborn | Niemcy            | 16,09  | x     | 15,52 | –     | –     | –     | 16,09 |       |
| 9.   | Ira Davis            | Stany Zjednoczone | 15,97  | 15,92 | 16,00 | –     | –     | –     | 16,00 |       |
| 10.  | Takayuki Okazaki     | Japonia           | 15,69  | x     | 15,90 | –     | –     | –     | 15,90 |       |
| 11.  | Bill Sharpe          | Stany Zjednoczone | 15,84  | 15,69 | 15,67 | –     | –     | –     | 15,84 |       |
| 12.  | Jan Jaskólski        | Polska            | 15,82  | x     | x     | –     | –     | –     | 15,82 |       |
| 13.  | Mansour Dia          | Senegal           | 15,40  | x     | 15,44 | –     | –     | –     | 15,44 |       |